# 2049
2049 (MMXLVIII) — невисокосний рік за григоріанським календарем, що починається у п'ятницю. Це 2049 рік нашої ери, 49 рік 3 тисячоліття, 49 рік XXI століття, 9 рік 5-го десятиліття XXI століття, 10 рік 2040-х років.

## Очікувані події
- 7 травня — транзит Меркурія.
- 31 травня відбудеться кільцеподібне сонячне затемнення. Найкраще його буде видно в екваторіальних і тропічних широтах північної півкулі, зокрема в Південній Америці та Західній Африці[1].
- 25 листопада територією Індонезії пройде повна частина гібридного сонячного затемнення.
- 20 грудня закінчується термін надання статусу спеціального адміністративного району КНР Макао, заснованого на принципі «одна країна — дві системи». Входячи до складу КНР, Макао має велику автономію, зокрема, власні закони; правова, митна та грошова система; право участі в міжнародних організаціях та ін.[2]

## Вигадані події
2049 року відбуваються події у таких відеоіграх:
- Crimson Tears[en]
- Nier
- M.A.C.H.
- Miner 2049er[en]
- San Francisco Rush 2049
- Vectorman[en]